# 선서하지 않은 선거인
선서하지 않은 선거인(Unpledged elector)은 미국 선거인단에서 투표하기로 서약한 후보가 없는 선거인단이다.
미국 대통령 선거에서 선서하지 않은 선거인은 선거인으로 지명되었지만 특정 대통령 또는 부통령 후보를 지지하겠다고 서약하지 않은 사람을 말하며, 선거인단의 구성원으로 선출될 때 모든 후보에게 자유롭게 투표할 수 있다. 대통령 선거는 간접 선거로 각 주의 유권자가 11월 선거일에 선거인단을 선택하고 이 선거인단이 12월에 미국 대통령과 부통령을 선출한다. 실제로 선거인들은 19세기 이후로 거의 항상 사전에 특정 후보에게 투표하기로 동의했다. 즉, 그들은 해당 후보에게 서약했다고 한다. 그러나 20세기 여러 차례의 선거에서는 선거 전에 어떤 대통령 후보에게도 공약을 하지 않은 후보자들이 경쟁적인 선거 운동을 벌였다. 이러한 예외는 주로 시민권 및 분리 문제에 대한 민주당 내부의 균열에서 발생했다. 1964년 이후로 어떤 주에서도 선서하지 않은 선거인을 선출하기 위한 진지한 총선 캠페인은 실시되지 않았다.
선서하지 않은 선거인은 선거 전에 특정 후보자에게 투표하겠다고 약속했지만 궁극적으로 다른 사람에게 투표하거나 전혀 투표하지 않는 신의 없는 선거인과 구별된다.